# Милино
 Тази статия е за селото в България.  За селото в Северна Македония вижте Милино (община Джумайлия).  
Милино е село в Североизточна България. То се намира в община Антоново, област Търговище.

## География
Село Милино се намира в планински район.

## История
1. ↑  www.grao.bg